# Те Ати Ава

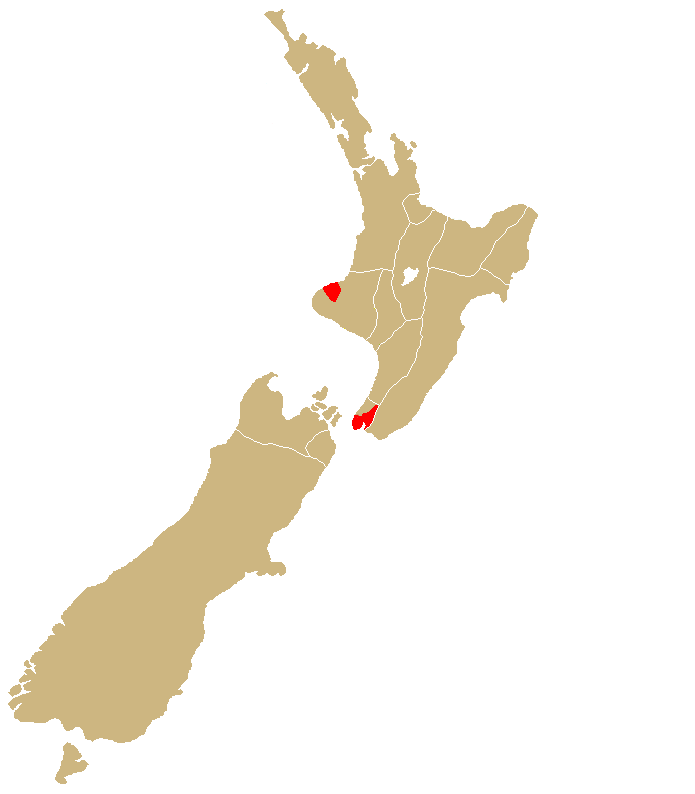
Район расселения племени Те Ати Ава Северном острове Новой Зеландии

Те Ати Ава — маорийское племя (иви) с традиционными базами в регионах Таранаки и Веллингтон на Северном острове Новой Зеландии. Примерно 17 000 человек зарегистрировали свою принадлежность к Те Ати Ава в 2001 году, из них около 10 000 — в Таранаки, 2000 — в Веллингтоне и около 5000 — в неустановленном регионе.

## Географические ориентиры
Те Ати Ава признают регион Таранаки своей прародиной. Гора Таранаки доминирует в региональном ландшафте, и многие из восьми местных племён (иви), включая Те Ати Ава, считают её священной. Иви также поддерживает культурную связь с несколькими водными путями в регионе, включая Вай-о-нгану, Вайвакайхо и реку Вайтара в регионе Таранаки. Исторические тапу в районе Веллингтона включают дельту реки Хатт и залив Лоури (Истборн), а также Вайкаву, Мотуэку и Голден-Бей на Южном острове.

## История

### Происхождение
Авануиаранги считается основателем Те Ати Ава. Согласно традициям Те Ати Ава, он был продуктом союза между Ронгуэроа и Тамарау, духовным предком. Авануиаранги также является предком племени Нгати Ава в Заливе Изобилия. Однако, в то время как Нгати Ава ведут своё происхождение от каноэ Матаатуа, Те Ати Ава ведут своё происхождение от каноэ Токомару.
В нескольких традициях Северного острова Авануиаранги первоначально поселился в регионе Нортленд, но мигрировал на юг со своим народом после споров с другими северными племенами (иви). Некоторые мигранты поселились в Заливе Изобилия, некоторые из которых дали начало племени Нгати Ава. Другие поселились в Таранаки, некоторые из них сформировали Те Ати Ава.

### Война и миграция
Появление мушкетов у маори в начале XIX века привело к заметному увеличению числа племенных войн. В 1819 году Нгапухи начали завоевательную кампанию по всему Северному острову, недавно вооружившись мушкетами, купленными в Сиднее. Отчасти из-за напряжённости в отношениях с северным иви Уаикато, Те Ати Ава и другие иви региона Таранаки объединили свои силы с Нгапухи. Вооружённые мушкетами, силы Те Ати Ава сражались с племенем Уаикато. Несмотря на решительную победу при Мотунуи в 1822 году, силы Уаикато в конечном итоге пригрозили вторжением в регион Таранаки. Это ускорило первую из четырёх основных миграций на юг.
- Те Хеке Татарамоа. Первые переселенцы из региона Таранаки включали людей из племён Нгати Тоа, Нгати Тама, Нгати Мутунга и Те Ати Ава, спасаясь от потенциальной угрозы сил Уаикато. Эта первая группа мигрировала на побережье острова Капити.
- Те Хеке Нихопута. Вторая миграция из региона Таранаки произошла около 1824 года, включая Нгати Мутунга, Нгати Тама и Те Ати Ава. Эти путешественники поселились в районе гавани Веллингтона. Согласно веллингтонским традициям, Ронгуэроа вышла замуж за Руаранги, сына известного полинезийского исследователя Той. Её внуком был Тара, который дал своё имя району гавани Веллингтона, которая стала Те Вангануи-а-Тара («великая гавань Тары»).
- Te Heke Tamateuaua. В отместку за поражение при Мотунуи силы племён Уаикато и Нгати Маниапото объединились и вторглись в регион Таранаки, в конечном итоге достигнув хапу Нгамоту в Те Ати Ава. В 1832 году значительное количество Нгамоту двинулось на юг, в Веллингтон, к ним присоединились некоторые Нгати Иама, поселившиеся в Петоне с хапу Нгати Мутунги, прибывшим из предыдущей миграции. В благодарность за месть за смерть одного из своих лидеров Нгати Мутунга подарил народу Нгамоту территорию вокруг дельты реки Хатт и залива Лоури. С этого времени Уаикато Таинуи потребовал ману в этой части Таранаки.
- Те Хеке Паукена и битва Кутитанга. Четвёртая миграция из региона Таранаки также произошла в 1834 году после битвы с иви Нгати Тоа. Это предшествовало разрыву отношений между племенными поселениями на побережье Капити, и в 1835 году Нгати Мутунга и части Нгати Тама передали контроль над своими землями Те Ати Ава и другим племенам Таранаки, когда сами они предприняли экспедицию на острова Чатем, чтобы напасть на племя мориори. В 1839 году Нгати Раукава, недавно прибывшие в регион Веллингтона, при поддержке Нгати Тоа атаковали поселения Те Ати Ава вдоль гавани Веллингтона.

### Прибытие европейских поселенцев
В том же году вновь прибывшие английские поселенцы повысили спрос на землю в районе Веллингтона. Изначально новозеландская компания купила землю у местных племён маори. Некоторые из этих покупок земли позже станут предметом спора. В более поздней практике были получены документы от местных племён маори, позволяющие зарезервировать одну десятую земли для использования маори или в обмен на землю в другом месте.
Европейские поселения начали вторгаться на исконные земли региона Таранаки в 1841 году. Это привело к миграции некоторых Те Ати Ава из региона Веллингтон обратно в Таранаки в 1848 году во главе с Вирму Кинги Те Рангитаке, который выступал против продажи племенных земель европейским поселенцам. Конфликты из-за продажи земли возникли между различными родами маори и европейскими поселенцами. В 1860 году Кинги отказался от ультиматума королевских войск освободить его землю после того, как другой вождь предложил его английской короне. Такое действие привело к первому этапу Новозеландских войн.

### Новозеландские войны
Те Ати Ава в Таранаки получили широкую поддержку со стороны других маори, в том числе воинов из Движения сторонников маорийского короля, в их битве с английской короной, но после года военных действий были в конечном итоге побеждены из-за того, что английски колонисты смогли получить подкрепление из Австралии. В соответствии с Законом о поселениях Новой Зеландии 1863 года и Законом о подавлении восстания 1863 года (два закона, которые корона приняла только сразу после войны) Те ти Ава были заклеймены как «повстанцы», и корона конфисковала почти 485 000 гектаров (1 200 000 акров) территории Те ати Ава в регионе Таранаки. Это серьёзно подорвало политические и социальные структуры иви и выявило обманчивый характер репрессивных колониальных образований Короны. По сей день Те Ати Ава не вернули свою землю. По крайней мере, 12 членов Те Шти Ава погибли во время Первой войны Таранаки.

### Правительственная компенсация
В XX веке правительство Новой Зеландии предприняло несколько попыток исправить прошлые действия по отношению к иви Те Ати Ава. Сюда входили рекомендации по расчётной денежной сумме. В конечном итоге эта цифра была утверждена новозеландским правительством, но без консультаций с племенами региона Таранаки. Закон о претензиях маори таранаки 1944 года также указал на раннее полное урегулирование конфликта между короной и местными племенами, но это оспаривалось различными таранаки иви. Трибунал Уаитанги сообщил о претензиях Таранаки в 1996 году.

### Претензии иви в Таранаки
Te Ати Ава в Таранаки и корона подписали Основное соглашение в 1999 году, в котором излагается широкое соглашение в ожидании разработки официального, юридически обязывающего акта мирового соглашения. В главах соглашения говорится о публичных извинениях за конфискацию земель в Таранаки, признании культурных ассоциаций со священными географическими достопримечательностями и земельными участками, восстановлении доступа племён к традиционным местам сбора пищи, денежной компенсации на общую сумму 34 миллиона новозеландских долларов и коммерческой компенсации за экономический ущерб из-за конфискация земли. Соглашение распространяется на претензии, поданные племенем Te Ати Ава в Таранаки.
В 2004 году окружной совет Нью-Плимута принял решение продать 146 га земли в Вайтаре короне при условии, что она будет использоваться для урегулирования претензий Те-Ати Ава в соответствии с Договором Вайтанги. Арендаторы выступили против безуспешных юридических возражений в 2008 и 2011 годах.

### Претензии иви в Веллингтоне
В 1977 году был основан Wellington Tenths Trust, представляющий землевладельцев иви Те Ати Ава в Веллингтоне. Доверительный фонд подал иски в Трибунал Вайтанги по спорным покупкам земельных участков с 1839 года, и Трибунал опубликовал свои выводы по этим искам в 2003 году вместе с выводами других племён маори в районе Веллингтона. Корона и Taranaki Whānui ki Te Upoko o Te Ika, коллектив, в который входят люди из Те Ати Ава и других племена региона Таранаки, чьи предки мигрировали в регион Веллингтон, подписали в 2008 году Акт о мировом соглашении, который урегулировал эти претензии.

## Te Ати Ава сегодня
Те Ати Ава в регионах Таранаки и Веллингтон поддерживают тесные связи друг с другом. Тесные связи также поддерживаются с дальним родственником Нгати Ава. Как племя, Те Ати Ава продолжает добиваться возмещения за прошлые несправедливости. В Таранаки и Веллингтоне создаются организации, которые представляют политические и экономические интересы иви.
Atiawa Toa FM — официальная радиостанция племён Те Ати Ава и Нгати Тоа на юге Северного острова. Она была создана как Atiawa FM в 1993 году и транслировалась на Te Atiawa в долину Хатт и Веллингтон. Она изменила своё название на Atiawa Toa FM в середине 1997 года, расширив своё присутствие на Нгати Тоа в Порируа и на побережье Капити. Станция базируется в Лоуэр-Хатте и доступна на 96,9 FM в Хатт-Вэлли и Веллингтоне и на 94,9 FM в Порируа.
Те Коримако О Таранаки — радиостанция Те Ати Ава в регионе Таранаки. Она также связана с другими племенами региона Таранаки, включая Нгати Тама, Нгати Мутунга, Нгати Мару, Таранаки, Нгаруахине, Нгати Руануи и Нгаа Рауру Киитахи. Все началось в кампусе Белл Блока Политехнического университета Таранаки в 1992 году и переехало в кампус Спотсвуд в 1993 году. Радиостанция доступна на 94,8 FM по всему региону Таранаки.

## Известные члены племени
- Лео Бертос (род. 1981), новозеландский футболист
- Уильям Карран (1898—1960), полицейский, кавалер Ордена Британской империи
- Джейкоб Эллисон (род. 1985), регбист
- Рики Эллисон (род. 1960), футболист
- Томас Эллисон (1867—1904), регбист и юрист
- Тамати Эллисон (род. 1983), регбист
- Тоху Какакхи (ок. 1828—1907), маорийский лидер движения хау-хау
- Вирему Кинги (1795—1882), вождь племени Те Ати Ава
- Сэр Нгатата Лав (1937—2018), один из лидеров маори
- Сэр Ральф Лав (1907—1994), лидер Те Ати Ава
- Кайла Макалистер (род. 1988), регбистка
- Люк Макалистер (род. 1983), регбист, брат предыдущей
- Сэр Пол Ривз (1932—2011), государственный и религиозный деятель, генерал-губернатор Новой Зеландии (1985—1990)
- Кертис Рона (род. 1992), регбист
- Те Уити о Ронгомаи (1830—1907), духовный лидер маори
- Хоуи Тамати (род. 1953), политик и бывший регбист
- Кевин Тамати (род. 1953), бывший игрок и тренер новозеландской регбийной лиги
- Хана Те Хемара (1940—1999), видный маорийский активист и лидер
- Кахе Те Рау-о-те-ганги (? — 1871), женщина-маори, участница подписания Договора Вайтанги 1840 года.